# Brillingen
Brillingen är en sjö i Avesta kommun i Dalarna och ingår i Dalälvens huvudavrinningsområde. Sjön har en area på 0,202 kvadratkilometer och ligger 68,9 meter över havet.

## Delavrinningsområde
Brillingen ingår i det delavrinningsområde (667210-153014) som SMHI kallar för Mynnar i Bäsingen. Medelhöjden är 74 meter över havet och ytan är 0,75 kvadratkilometer. Räknas de 2 avrinningsområdena uppströms in blir den ackumulerade arean 17,22 kvadratkilometer. Vattendraget som avvattnar avrinningsområdet har biflödesordning 2, vilket innebär att vattnet flödar genom totalt 2 vattendrag innan det når havet efter 110 kilometer. Avrinningsområdet består mestadels av skog (44 procent), öppen mark (14 procent) och jordbruk (20 procent). Avrinningsområdet har 0,17 kvadratkilometer vattenytor vilket ger det en sjöprocent på 22,1 procent.